# Centro (Rio de Janeiro)
Centro is een buurt in de Braziliaanse stad Rio de Janeiro. De buurt heeft enkele residentiële gebouwen, maar het overgrote gedeelte van de buurt is commercieel en toeristisch.
Vanaf 1763 tot 1960 was Rio de Janeiro de administratieve hoofdstad van Brazilië en gedurende die periode werden de belangrijkste beslissingen van het land hier genomen. Het centrum heeft dan ook nog altijd een erfenis van deze periode met vele gebouwen met een (vroegere) functie in de administratie van het land.

## Geschiedenis
De geschiedenis begint in 1567 toen de 120 Portugezen die de stad gesticht hadden in Urca zich verplaatsten naar het centrum.

## Geografie
De buurt wordt begrensd door: Catumbi, Cidade Nova, Gamboa, Glória, Lapa, Santa Teresa, Saúde e Santo Cristo.

## Cultuur

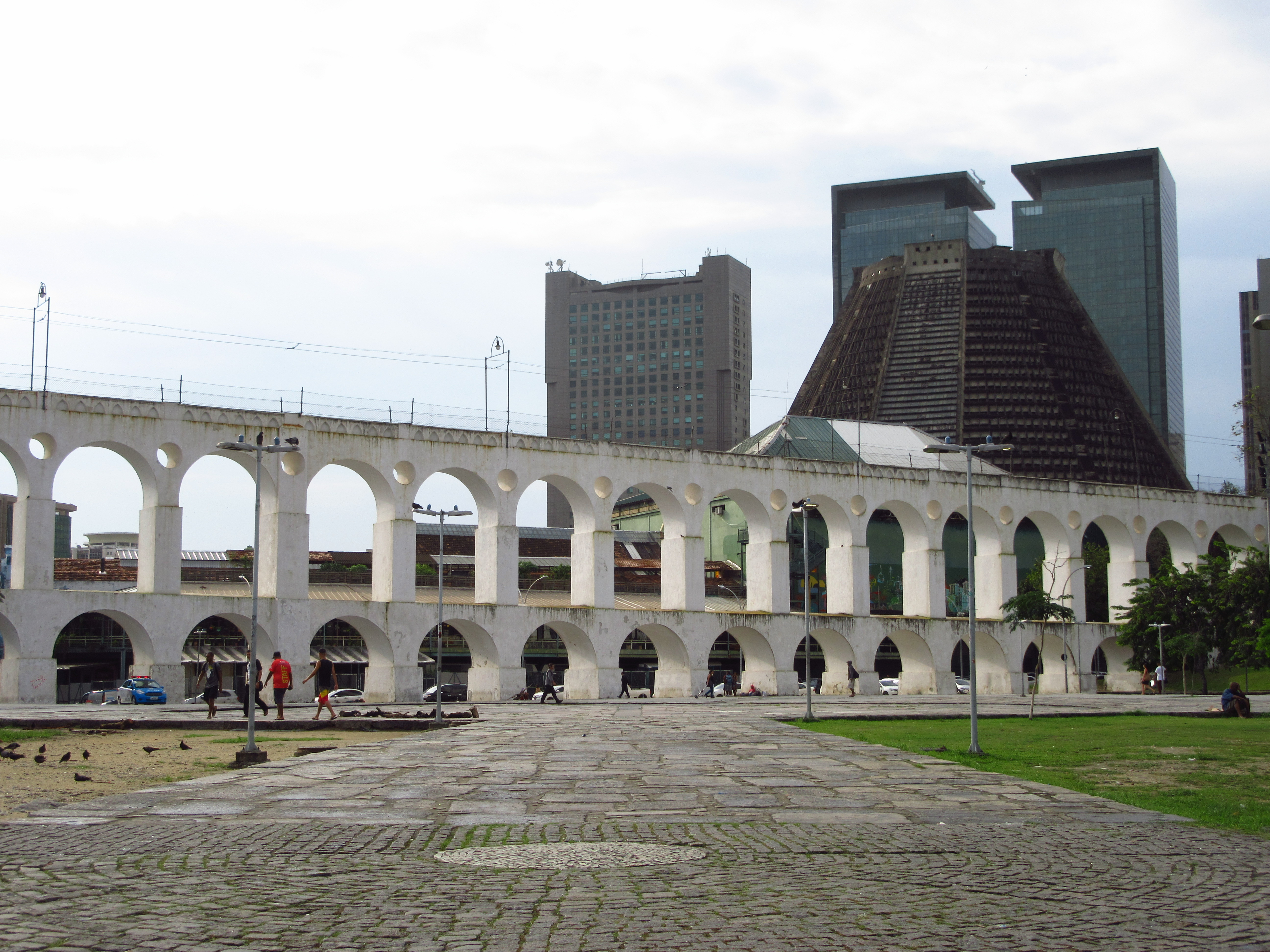
Het aquaduct met op de achtergrond de kathedraal

### Bezienswaardigheden
- Aqueduto da Carioca, aquaduct
- Centro Cultural Banco do Brasil, cultureel centrum
- Chafariz do Mestre Valentim
- Nationale Bibliotheek van Brazilië
- Pira Olímpica, bewegend kunstwerk
- Theatro Municipal do Rio de Janeiro, theater

#### Kerken
- Convento de Santo Antônio
- Kerk van Onze-Lieve-Vrouw van Candelária
- Igreja de Nossa Senhora do Carmo da Antiga Sé
- Igreja de Santa Luzia
- Mosteiro de São Bento, klooster
- Sint-Sebastiaankathedraal

#### Musea
- Museu de Arte do Rio, kunstmuseum
- Museu do Amanhã, wetenschap museum
- Museu Histórico e Diplomático, historisch museum
- Museu Histórico Nacional, nationaal historisch museum
- Museu Naval, scheepvaartmuseum
- Museu Sacro Franciscano

#### Overheid
- Palácio Duque de Caxias
- Palácio Tiradentes

#### Pleinen
- Campo de Santana en Praça da República, stadspark en plein
- Largo da Carioca
- Praça XV

## Verkeer en vervoer
- Aeroporto Santos Dumont, luchthaven in de baai
- Estação Praça XV, veerdienst

### Spoorlijnen
| Station                                                    | Lijn  | Lijn                                                                                    |
| Station                                                    | Metro | Trein                                                                                   |
| ---------------------------------------------------------- | ----- | --------------------------------------------------------------------------------------- |
| Station Estação Central do Brasil / Centro                 |       | Linha Deodoro · Linha Santa Cruz · Linha Japeri · Linha Belford Roxo · Linha Saracuruna |
| Station Estação Saara / Presidente Vargas                  |       |                                                                                         |
| Station Estação Uruguaiana - Engenheiro Fernando MacDowell |       |                                                                                         |
| Station Estação Carioca / Centro                           |       |                                                                                         |
| Station Estação Cinelândia / Centro                        |       |                                                                                         |

## Educatie
- Federale Universiteit van Rio de Janeiro (UFRJ)
  - Faculdade Nacional de Direito (FND)

## Galerij

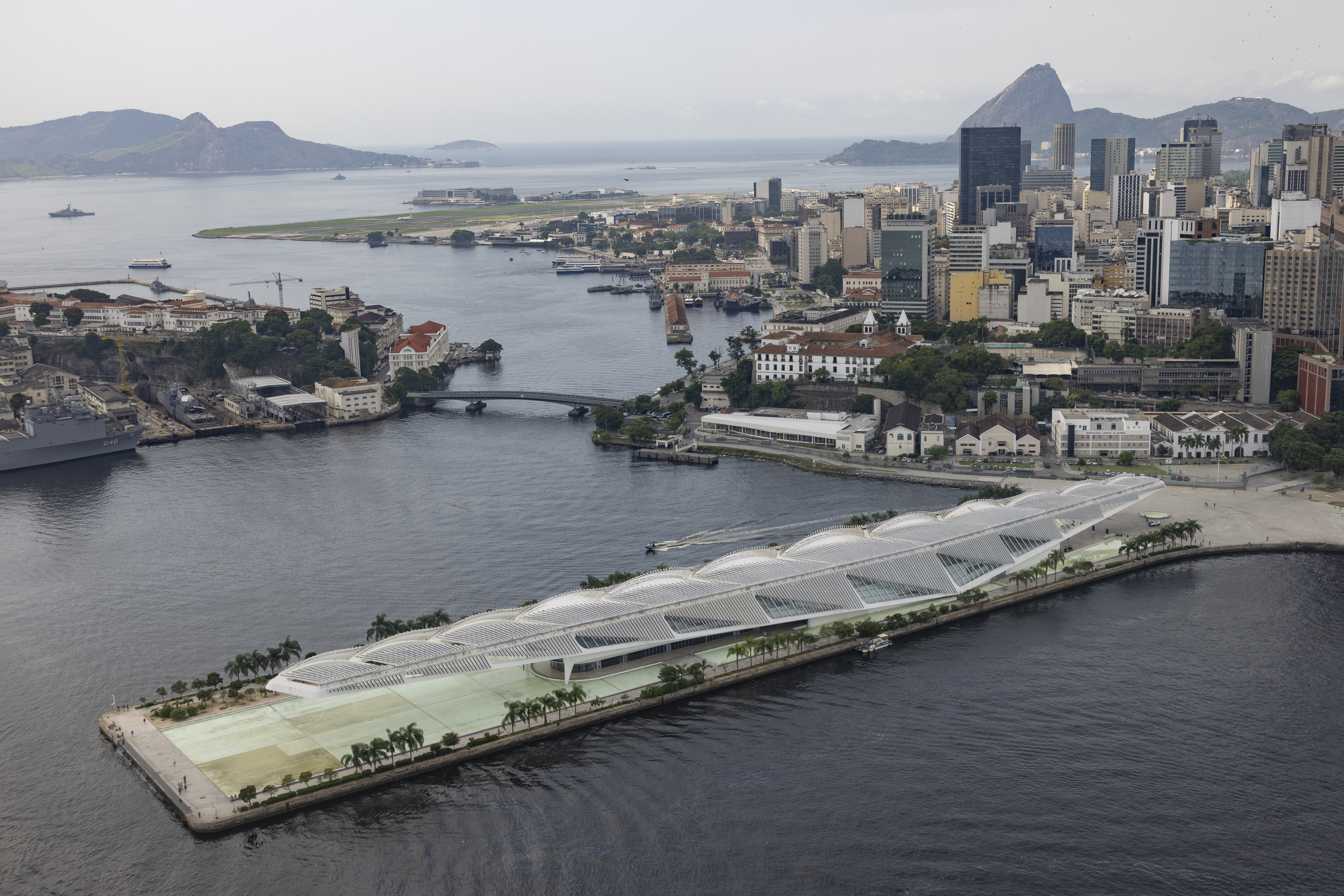
Museu do Amanhã met het centrum op de achtergrond
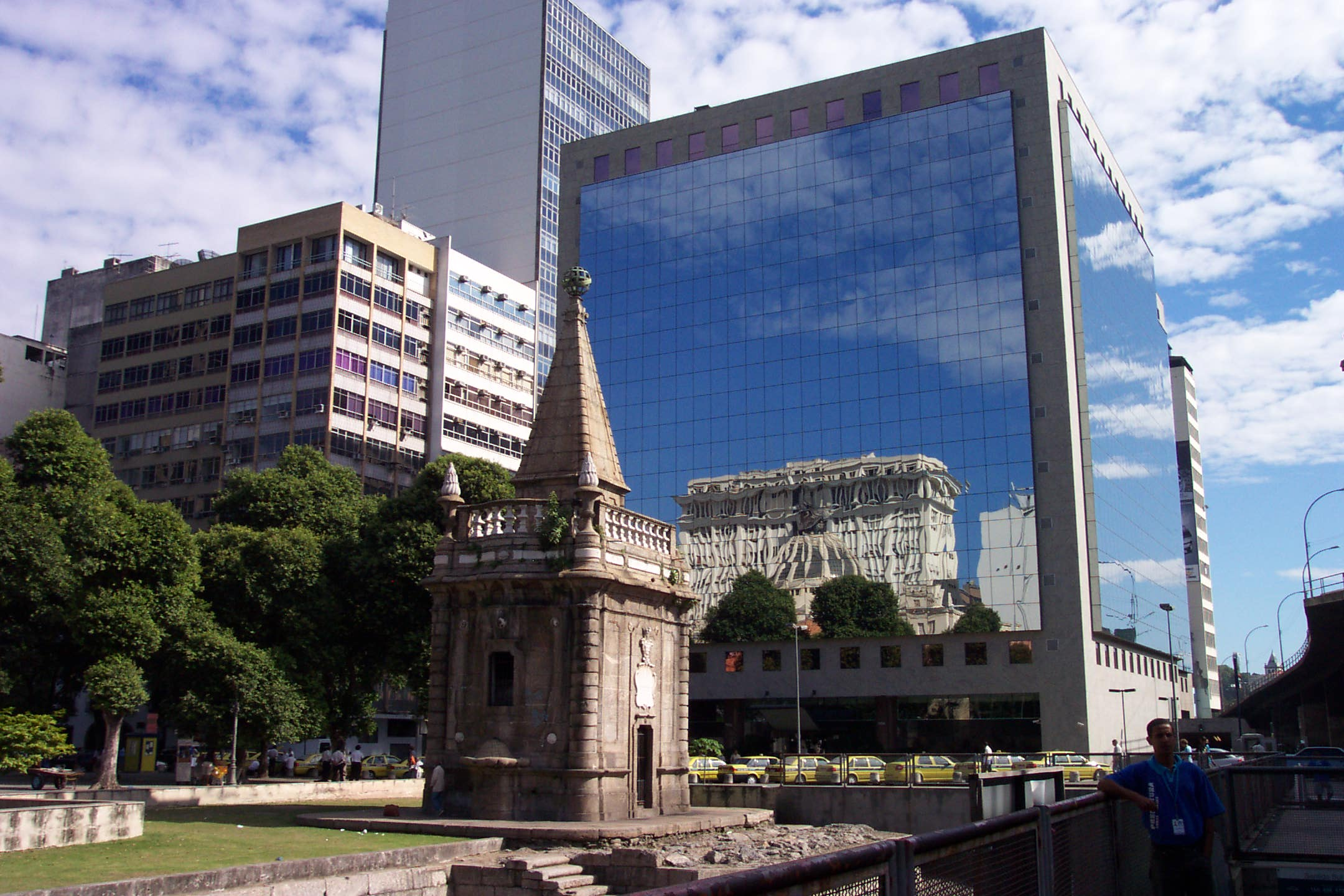
Chafariz do Mestre Valentim op het plein Praça XV
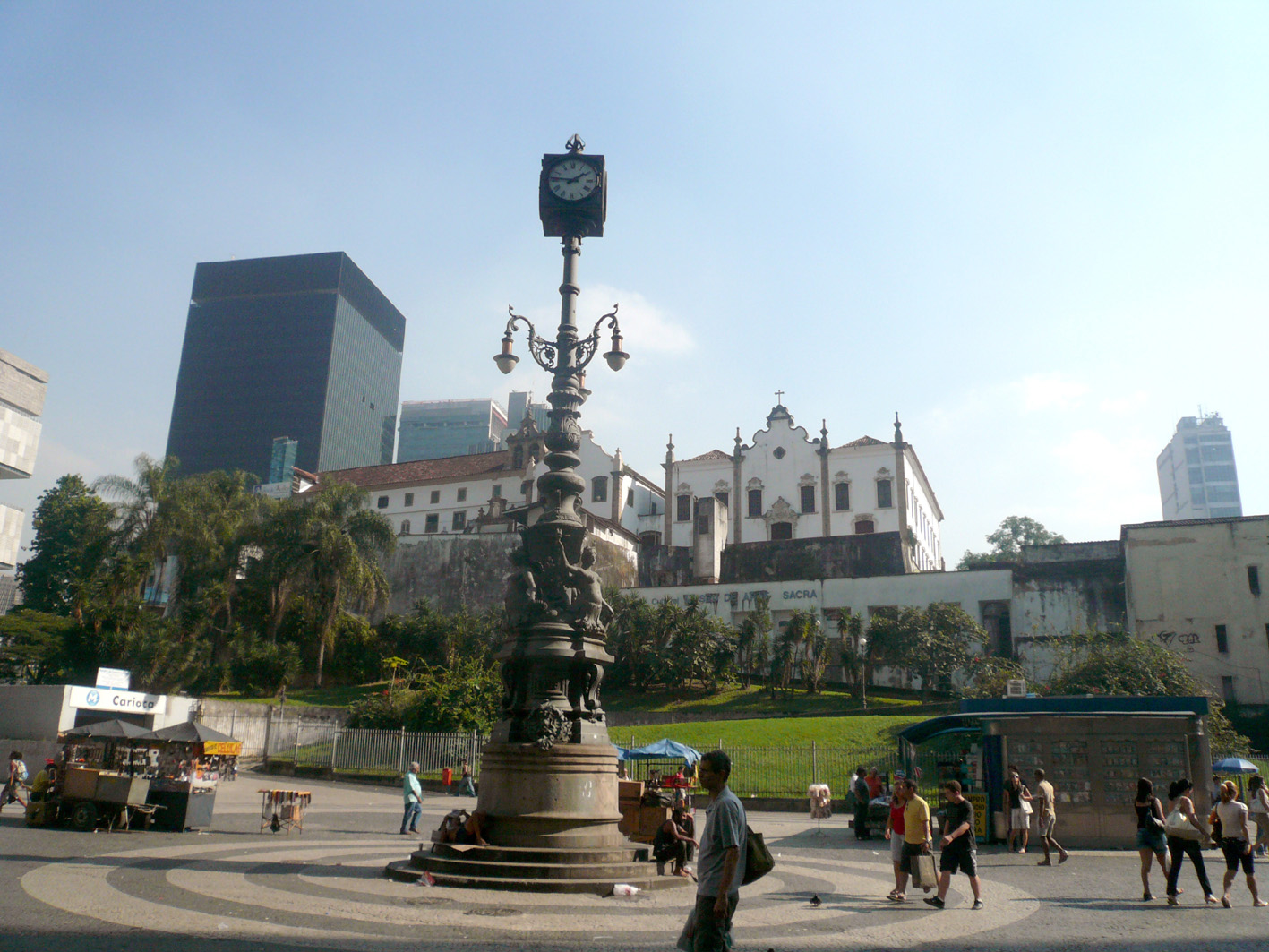
Klok op het plein Largo da Carioca met op de achtergrond het Convento de Santo Antônio
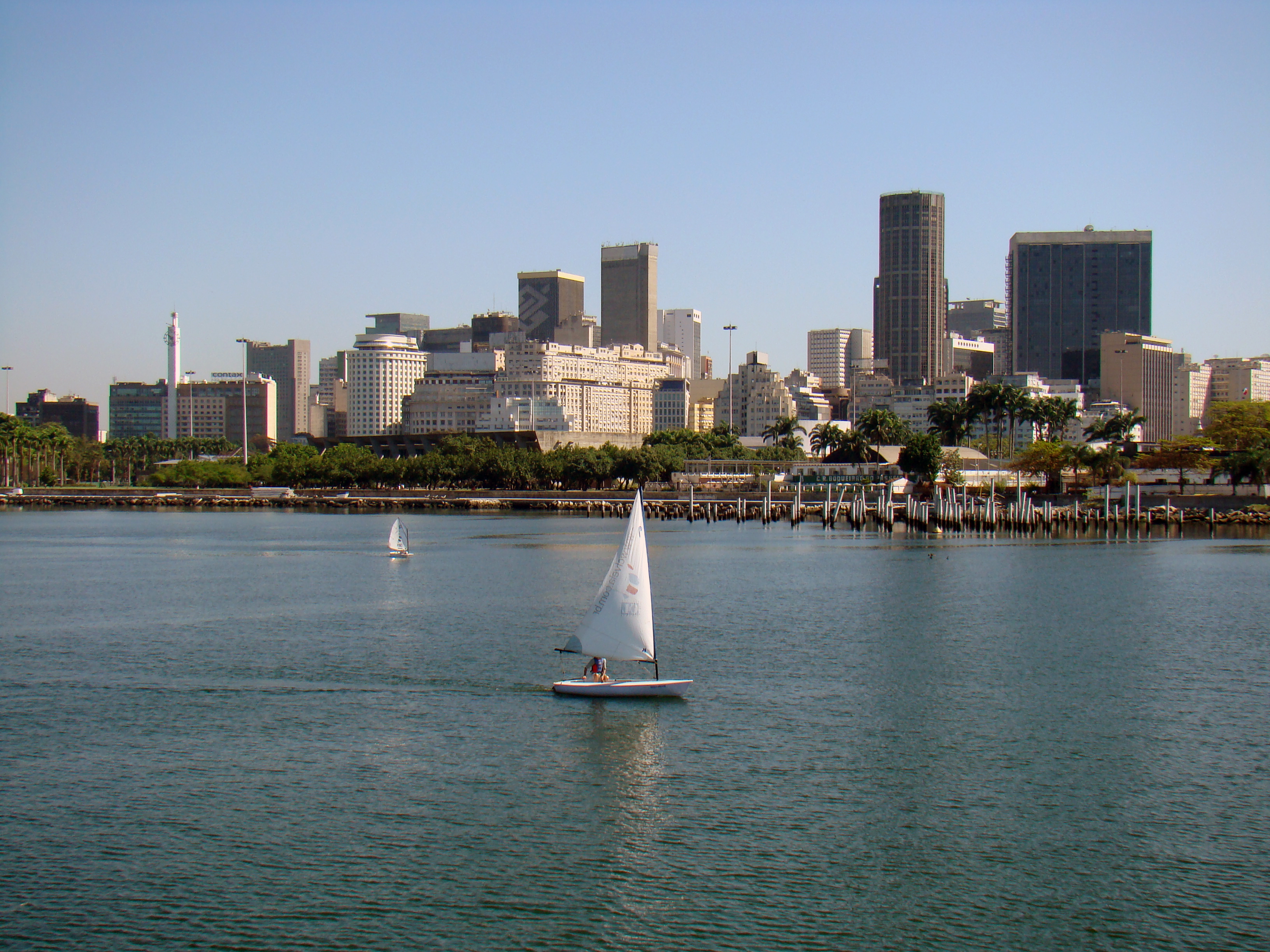
Het centrum gezien vanaf de Baai van Guanabara